# Lapeyreïta
La lapeyreïta és un mineral descobert a França i aprovat per l'IMA l'any 2003. Fou anomenat així en honor de Laurent Lapeyre, col·leccionista de minerals i especialista en els minerals de Roua.

## Característiques
La lapeyreïta és un mineral de fórmula química Cu₃O[AsO₃(OH)]₂·0.75H₂O. Cristal·litza en el sistema monoclínic. El mineral forma agregats de cristalls rectangulars elongats (paral·lels a [010] i aplanats en (001). També es troba en forma de cristalls aciculars fibrosos i formant masses terroses. El mineral és translúcid (transparent en fragments prims) i de color verd festuc fosc. Presenta una lluïssor que oscil·la entre vítria i l'adamantina i una ratlla a verd-groguenca. La tenacitat és trencadissa i la fractura és concoidal.

## Formació i jaciments
El mineral fou descobert a les antigues mines de coure de Roua (França). Sol trobar-se associat íntimament a trippkeïta i, normalment, també a olivenita, malaquita, gilmarita, cornubita, connèl·lit, teoparacelsita, brochantita, cuprita, coure natiu, algodonita i domeykita. La lapeyreïta apareix en geodes de cuprita tot formant agregats, cristalls fibroses o en forma de pols.